# Mieczysław Wiesiołek

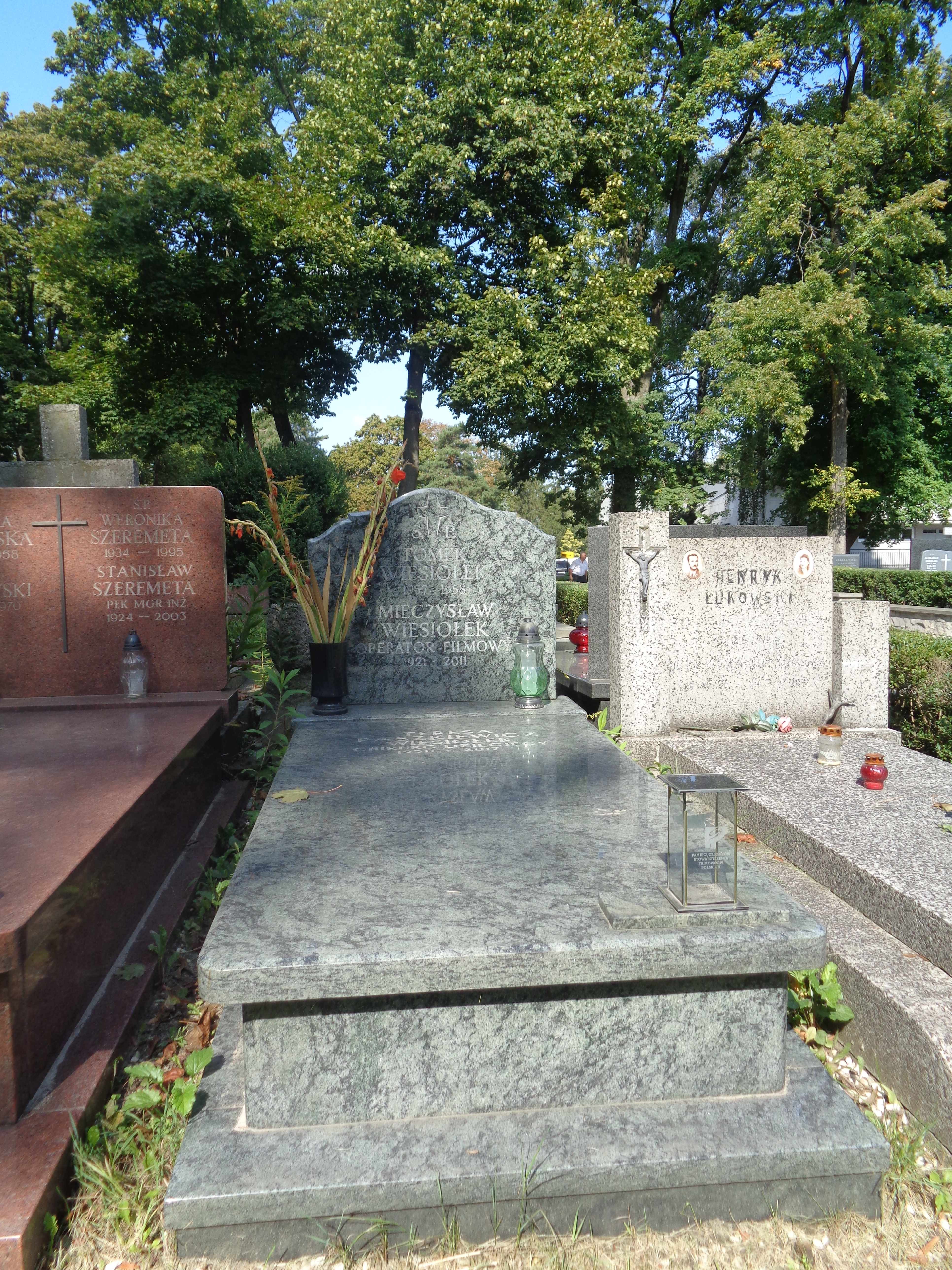
Grób Mieczysława Wiesiołka na cmentarzu wojskowym na Powązkach

Mieczysław Wiesiołek (ur. 1 stycznia 1921 w Sanoku, zm. 14 lipca 2011 w Warszawie) – polski realizator i operator filmowy, montażysta, scenarzysta i reżyser filmów dokumentalnych.
Kształcił się w Szkole Handlowej w Sanoku, gdzie w 1937 ukończył Trzyklasową Koedukacyjną Szkołę Handlową (w jego klasie był m.in. Tadeusz Szczudlik), a w 1945 Prywatne Koedukacyjne Gimnazjum i Liceum Handlowe z egzaminem dojrzałości. 
Należał do warszawskiego Koła Towarzystwa Przyjaciół Sanoka i Ziemi Sanockiej.
Zmarł 14 lipca 2011. 21 lipca 2011 został pochowany w grobowcu rodzinnym na Cmentarzu Wojskowym na Powązkach (kw. A dodatek rz. 4 m. 8).

## Odznaczenia i nagrody
Odznaczenia
- Medal 10-lecia Polski Ludowej (1955)[6]

Nagrody
- Wyróżnienie na Ogólnopolskim Festiwalu Filmów Rolniczych w Lublinie za film Szkodniki i choroby rzepaku ozimego (1966)
- III Nagroda na Ogólnopolskim Festiwalu Filmów Rolniczych w Lublinie za film Chrońmy zwierzęta przed urazami (1976)
- Zespołowa Nagroda Państwowa III stopnia dla zespołu Polskiej Kroniki Filmowej "za dotychczasowe osiągnięcia filmowe" (1953)